# 葛志成

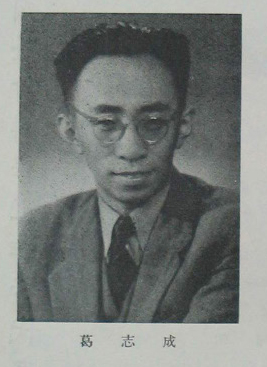

葛志成（1920年—1995年），原名祖善，号乐曾，男，祖籍江苏无锡，生于上海福煦路，中华人民共和国政治人物。

## 生平
1938年中学毕业后，执教上海鹏飞、盘石、正中中学附小、乐华、宁波同乡会第六小学等校。1940年参加中国共产党。1945年8月，参与筹组上海小学教师联合进修会，当选为理事长。1948年，物价飞涨，广大教师难得温饱，6月28日，小教联组织小学教师冒雨前往市教育局请愿，要求停止内战、反对饥饿。亲率小教联理事送2000只大饼及慰问信。不久，至解放区。1949年9月，出席中国人民政治协商会议第一届全体会议。历任中国教育部办公厅副主任、高教部办公厅副主任和民主促进会中央专职副秘书长、常委、副主席等职。1954年起，任第二届至第八届全国政协委员，第七届、第八届全国政协常委。1987年，任全国中小学幼儿园教师奖励基金会理事。